# Arado E.555
Arado E.555 розробка компанії «Arado Flugzeugwerke» дальнього бомбардувальника проєкту міністерства авіації «Америка-Бомбер» — бомбардування східного узбережжя США з території Франції.

## Історія
У грудні 1943 на заводі Arado у сілезькому Ландесгут почали розробляти проєкт E.555 під керівництвом інженера Вольфанга Лауте. У квітні 1944 було остаточно сформовано вимоги до бомбардувальника — дальність 5000 км, навантаження 4.000 кг бомби. На літо 1944 компанія Arado розробила декілька варіантів бомбардувальника. 22 грудня 1944 за розпорядженням Гітлера міністерство закрило проєкт.

### Модифікації
- E.555-1 Типу суцільнометалеве літаюче крило з герметичною кабіною. Розмах крила 21,2 м, площа крила 125 м². Мотори 6-8×BMW 003, швидкість 860 км/год, дальність 4.800 км.
- E.555-2 Типу літаюче крило з моторами 4×Heinkel HeS 011[2]
- E.555-3 і -4 Типу літаюче крило з 2-3 моторами BMW 018[3] -03 довжиною 18,7 м, розмаху крил 21,2 м, площею крил 125 м² і швидкістю до 915 км/год. Екіпаж 2 особи.
- E.555-6 Типу V-подібне літаюче крило розмахом крил 28,4 м, довжині 12,35 м площею 160 м², екіпажем 3 особи. Мотори 3×BMW 018 мали б забезпечити швидкість 920 км/год, дальність польоту 7.500 км.
- E.555-7 Типу V-подібне літаюче крило довжиною 8,8 м, розмахом крил 25,2 м, площею крил 160 м². 3×BMW-018 (2 над крилом, 1 під крилом) забезпечували 950 км/год при вазі 41.300 кг. Екіпаж 3 особи.
- E.555-8 і -9 Типу літаюче крило з двома хвостовими балками (у .08 з'єднані). Мотори 3×BMW-018 розміщувались над (2) і під (1) площиною крила.
- E.555-10 Типу літаюче крило з двома хвостовими балками. довжини 19,2 м, розмах крил 23,66 м, площа крил 140 м². Мотори 3×BMW 018, швидкість 920 км/год при вазі 47.845 кг. Екіпаж 3 особи.
- E.555-11 (14) класичне розміщення фюзеляжу, крил, хвостових органів управління. 3×BMW 018 або 4×Jumo 012. Швидкість 1.020 км/год, дальність 7.000-8.000 км при вазі 47.000 кг 6.000 кг бомб. Екіпаж 2 особи.